# Escopelomorfs
Els escopelomorfs (Scopelomorpha) són un superordre de peixos de la classe dels actinopterigis.

## Particularitats

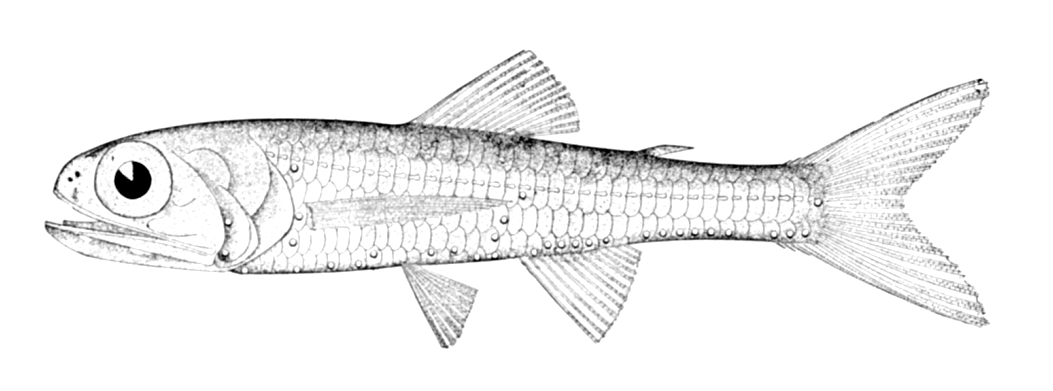
Peix llanterna banyut

Aquest superordre inclou peixos abissals de petites dimensions, com els anomenats "peixos llanterna".

## Ordres
Els escopelomorts estan formats per 180 espècies, classificades dins d'un ordre amb dues famílies i 36 gèneres :
- Ordre Myctophiformes
  - Família Myctophidae (174 espècies)
    - Benthosema
    - Bolinichthys
    - Centrobranchus
    - Ceratoscopelus
    - Diaphus
    - Diogenichthys
    - Electrona
    - Gonichthys
    - Gymnoscopelus
    - Hintonia
    - Hygophum
    - Idiolychnus
    - Krefftichthys
    - Lampadena
    - Lampanyctodes
    - Lampanyctus
    - Lampichthys
    - Lepidophanes
    - Lobianchia
    - Loweina
    - Metelectrona
    - Myctophum
    - Nannobrachium
    - Notolychnus
    - Notoscopelus
    - Parvilux
    - Protomyctophum
    - Scopelopsis
    - Stenobrachius
    - Symbolophorus
    - Taaningichthys
    - Tarletonbeania
    - Triphoturus

  - Família Neoscopelidae (6 espècies)
    - Neoscopelus
    - Scopelengys
    - Solivomer